# Aplosporella terricola
Aplosporella terricola är en svampart som beskrevs av Luke & Madhur. 1972. Aplosporella terricola ingår i släktet Aplosporella och familjen Botryosphaeriaceae.   Inga underarter finns listade i Catalogue of Life.